# 李庆璋
李庆璋（?—?）字莪卿，山东历城人，中华民国政治人物。

## 生平
中华民国成立后，1913年7月6日进步党山东支部在济南大舞台召开成立大会，王丕煦任理事长，李庆璋、夏继泉分任党务部、政务部部长。1913年7月29日，程建钊被任命为徐州观察使，后由李庆璋署理。1914年6月10日，李庆璋改任徐海道尹。
1917年7月1日凌晨4点，张勋指定王士珍、江朝宗为民国代表，梁鼎芬为清室代表，李庆璋为张勋自己的代表，共同来到中华民国大总统黎元洪处，迫使黎元洪在已拟好的《奉还大政奏折》上签名盖章。7月2日，李庆璋在张勋复辟后被任命为直隶布政使。张勋复辟结束后，1917年8月11日，李庆璋所任徐海道尹一职由段毋怠署理。